# Ingrid-Marie

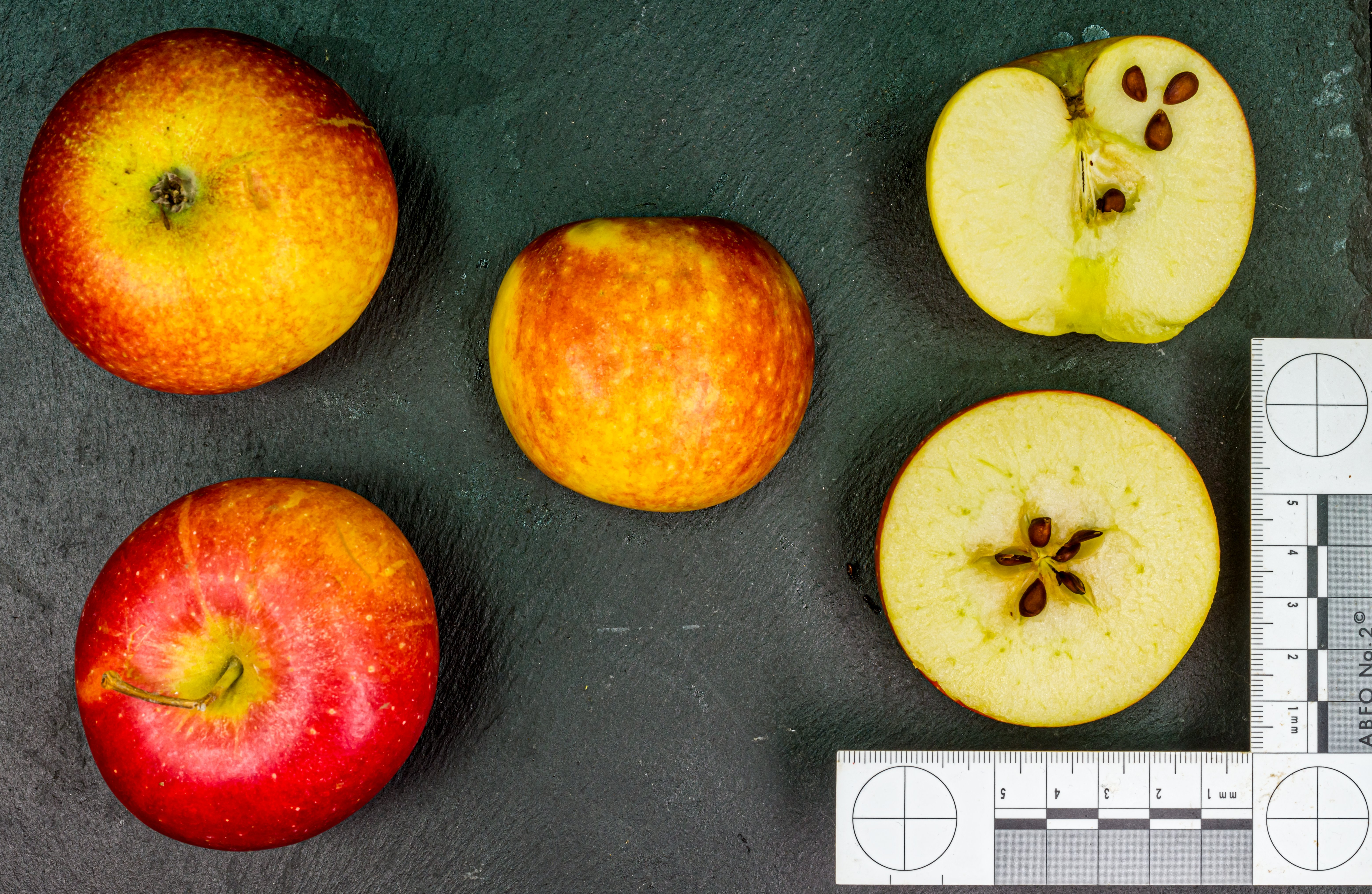
Querschnitte durch die Frucht

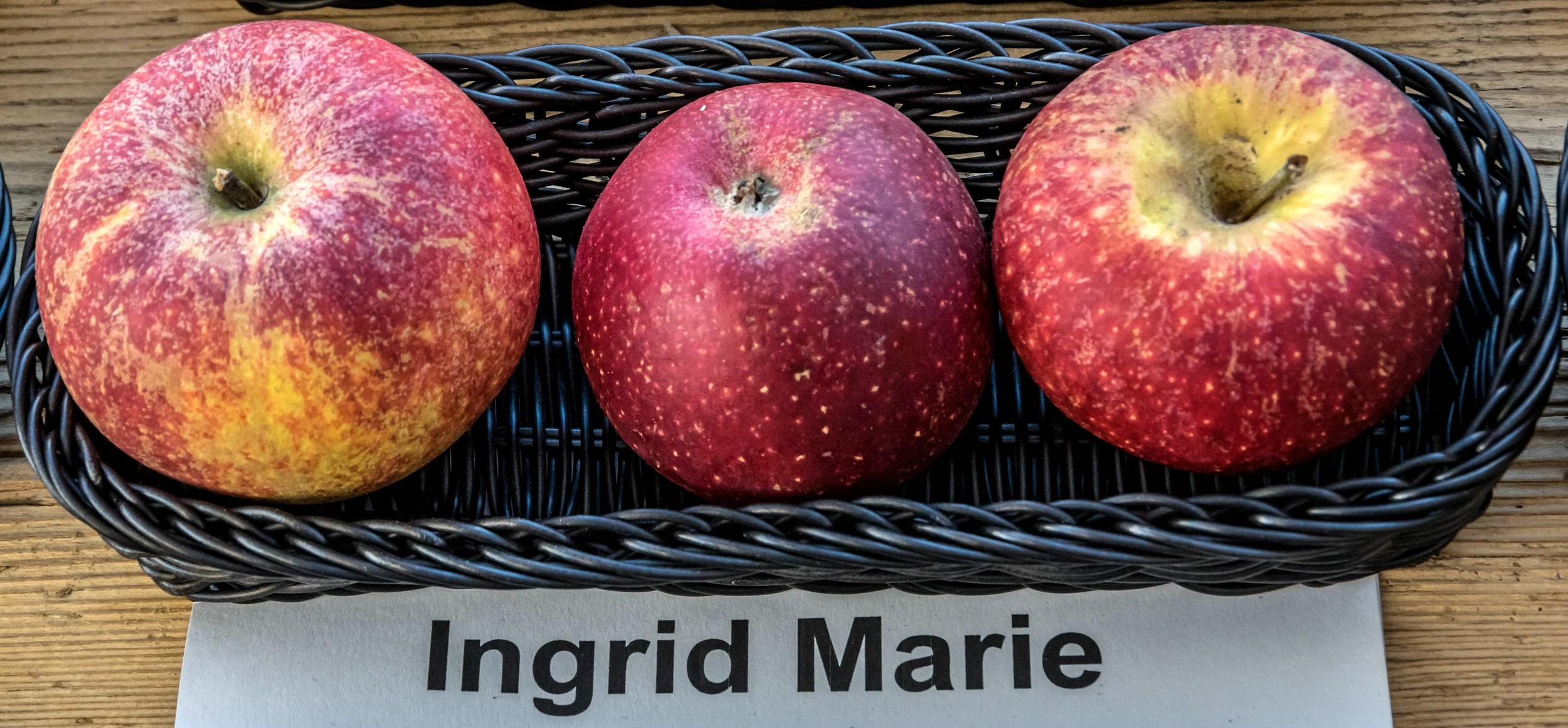
Ansicht der Frucht

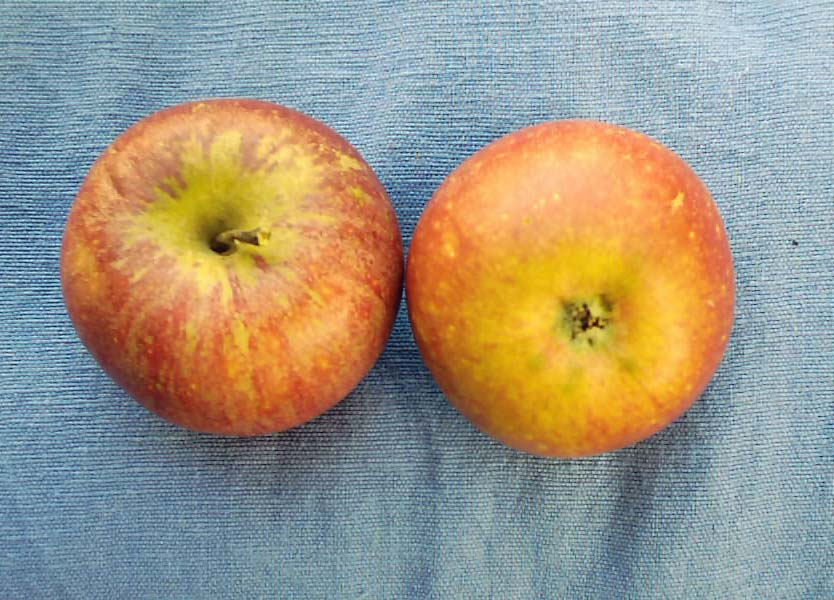
Ingrid-Marie

Ingrid-Marie, auch Hoed Orange, ist eine der traditionellen Apfelsorten des Alten Landes.

## Beschreibung
Ingrid-Marie wurde um 1910 auf dem Gelände der Gartenbauschule Flemløse auf der Insel Fünen (Dänemark) als Zufallssämling gezogen. Die Sorte wurde benannt nach der Tochter des Lehrers K. Madsen, der den zwischen Himbeersträuchern wachsenden Baum gefunden hat. Ingrid-Marie ist eine Kreuzung aus Cox-Orange und Cox Pomona. Die kräftigrote feste Schale, deren Farbe sich im äußersten Fruchtfleisch fortsetzen kann, legt eine Verwandtschaft mit Renettensorten nahe.
Ingrid-Marie eignet sich vor allem für nicht zu warme, eher feuchte Standorte.
Die Früchte sind Mitte bis Ende September reif und etwa bis Januar lagerfähig. Der süß-saure Geschmack von Ingrid-Marie zeigt Anklänge an Cox-Orange, wobei der Baum wesentlich ertragreicher und widerstandsfähiger als Cox-Orange ist. Heute wird Ingrid-Marie immer mehr von süßeren und ertragreicheren Sorten verdrängt.
Besonders anfällig ist diese Sorte für Obstbaumkrebs. Im Jahr 2021 folgte die Ernennung zur Streuobstsorte des Jahres in Norddeutschland.

## Sorten die von Ingrid-Marie abstammen
Die Apfelsorte Elstar ist eine Kreuzung von Ingrid-Marie mit Golden Delicious. Weitere von Ingrid-Marie abstammende Sorten sind Alice, Aroma, Ingol, Karin Schneider, Kim und Odin.